# Cécile Fortier Keays
Pour les articles homonymes, voir Fortier.
Cécile Fortier Keays (29 avril 1937 à Saint-Henri-de-Lévis, Québec - 26 août 2003) est une écrivaine québécoise.

## Biographie
Cécile Fortier Keays a fait ses études à l'École Normale de L'Islet Collégienne, puis du théâtre amateur lors de son passage dans les écoles secondaires. Dans les années 1980, elle s'essaye au cinéma dans des films de répertoire universitaire.
Elle a œuvré dans l'enseignement toute sa vie ; plus particulièrement auprès d'enfants immigrants en situation d'apprentissage de la langue française et en adaptation à un nouveau milieu.
Passionnée d'écriture, elle se lance dans l'édition au début des années 1990. Directrice de la maison d'éditions Arion, elle a poursuivi cette carrière avec passion, contribuant ainsi à la relève[non neutre] de la littérature québécoise et canadienne francophone, surtout dans le domaine poétique.
Mariée depuis 1964, elle est mère trois enfants.

## Œuvres
- La traversée d'une déchirure, Arion, Québec, 1987.
- La rapportée : de l'adversité à la fortune, Arion, Québec, 1992.
- Le prix du silence, Arion, Québec, 1996.
- Si tu savais, Arion, Québec, 1998.
- Un jour, je reviendrai, Arion, Québec, 2001  (ISBN 978-2-921493550)

## Citation
- « La valeur d'une personne se mesure non pas à la quantité de ses actes, mais au degré d'amour et de persévérance qu'elle met pour les accomplir. »